# Стейси Кийнан
Стейси Кийнан е сценичното име на американската актриса Анастасия Загорски. Кийнан е известна с ролята си на сприхавата Дейна Фостър в хитовия сериал от 90-те години „Стъпка по стъпка“.

## Биография и творчество
Родена е на 6 юни 1975 г. в Девон, Пенсилвания, в семейството на Жаклин и Ърв Загорски. Има по-малка сестра на име Пилар.
Омъжена е за актьора Гай Бърдуисъл. Тя е отдадена католичка.